# BB cream
BB cream es un término de mercadotecnia en inglés que se refiere al bálsamo para las manchas, base para las manchas y, en los mercados occidentales, bálsamo de belleza. Los productos comercializados como BB creams suelen estar diseñados para servir de base de maquillaje, crema hidratante y protector solar a la vez.
El término comercial CC cream se inventó más tarde y a veces significa 'crema de corrección del color'. Los productos comercializados como CC creams afirman cumplir la misma función que las BB creams, con mayor énfasis en la homogeneización del color de la piel. Las diferencias entre las cremas BB y las CC varían de una marca a otra.

## Historia
Lo que se convirtió en la BB cream fue formulado originalmente en la década de 1960 en Alemania por la dermatóloga Christine Schrammek para proteger la piel de sus pacientes después de las exfoliaciones faciales y la cirugía.

## Formulaciones

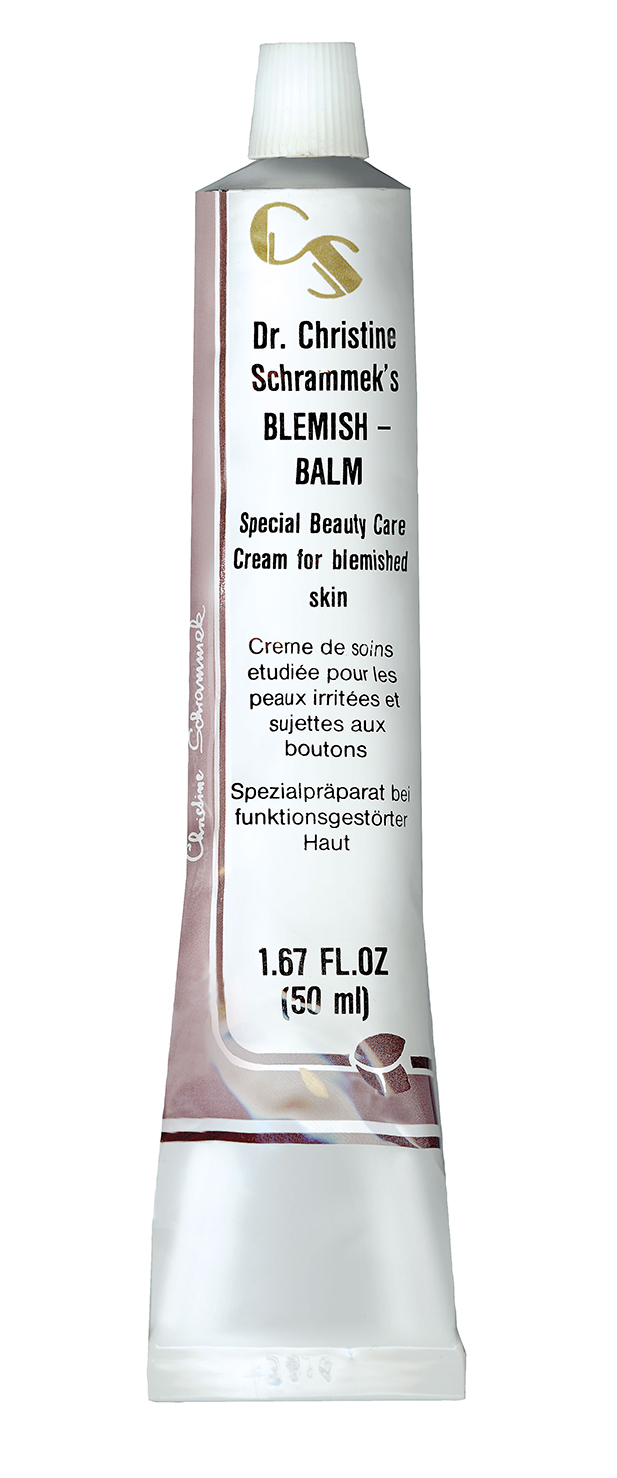
Bálsamo antimanchas Christine Schrammek de los años 60.

Las BB cream se presentan en una gran variedad de fórmulas. Como las empresas coreanas se centraron inicialmente en los mercados de Corea y Asia oriental, se ofrecen en un número limitado de tonos. En lugar de ofrecer varios tonos para diferentes colores de piel, la mayoría de las fórmulas están diseñadas para oxidarse y adaptarse al tono de piel del usuario. Las propiedades blanqueadoras de la piel de la crema que se vende en el mercado asiático son un elemento importante de su popularidad.
La crema se promociona como un tratamiento multitarea y "todo en uno", pero las coreanas la utilizan sobre todo como alternativa a la base de maquillaje, en especial las que tienen fórmulas occidentales que suelen ser demasiado pesadas para su gusto. La cobertura suele tener una base mineral y está pensada tanto para cubrir como para tratar imperfecciones como el acné, las manchas solares y las de la edad. Algunas marcas afirman que sus productos tienen efectos antiarrugas, antiinflamatorios y calmantes. Varios contienen ácido hialurónico y vitamina C.

## Mercados
Las cremas BB representan el 13% del mercado de los cosméticos en Corea del Sur. Algunas marcas coreanas también ofrecen cremas BB para hombres. Entre las marcas coreanas más destacadas están Etude House, Missha, Nature Republic, Skin Food, Sulhwasoo, The Face Shop, SKIN79, Innisfree, Banila Co. y CLIO.
Las empresas occidentales de cosméticos empezaron a lanzar cremas BB en el mercado occidental en 2012, aunque algunas de estas cremas han sido criticadas por carecer de las funciones de cuidado de la piel que suelen tener las cremas BB, y por no ser más que una crema hidratante con color. [Entre las primeras que llegaron se encuentran Boscia, Clinique, Dior, Estée Lauder, Garnier, Marcelle, Maybelline, Revlon y Smashbox. Lab Series fabrica una BB cream para hombres. Algunas cremas BB se han adaptado a los mercados occidentales: Estée Lauder, por ejemplo, no ha incluido las propiedades blanqueadoras en su formulación para Norteamérica.

## BB creamslibres de crueldad y veganas
Entre las cremas BB que se anuncian como libres de crueldad están Smashbox (propiedad de Estée Lauder) y The Body Shop (propiedad de Natura & Co). La definición de "libre de crueldad" varía. La BB cream de The Body Shop está certificada por el Programa Leaping Bunny, lo que significa, según el proceso de certificación, que no se han utilizado nuevas pruebas en animales en ninguna fase del desarrollo del producto por parte de la empresa, sus laboratorios o los proveedores de sus ingredientes. Desde mayo de 2013, Amore Pacific, que tiene como filiales a Etude House y Laneige, ha puesto fin a las pruebas con animales en todos sus ingredientes y cosméticos.
Los productos certificados como libres de crueldad pueden seguir conteniendo productos de origen animal y pueden no ser adecuados para los veganos. Las BB cream veganas incluyen la BB cream de la propia marca Superdrug, las BB cream souffles de Haut Cosmetics, 100% Pure Cosmetics, Multi-Mineral BB Cream de Pacifica, y la Evenly Radiant BB Crème de Dermae.

## Más lecturas
- «Miracle creams we can believe in». web.archive.org. 27 de octubre de 2017. Archivado desde el original el 27 de octubre de 2017. Consultado el 13 de octubre de 2022.
- «Beauty for dark skin: the BB cream debate». the Guardian (en inglés). 15 de marzo de 2013. Consultado el 13 de octubre de 2022.
- «The BB cream is here to stay - Times of India». The Times of India (en inglés). Consultado el 13 de octubre de 2022.
- Sobre su introducción en Corea del Sur y Japón en los años 80, véase: BB cream fans lay it on thick - Macleans.ca
- Para el resto, véase Koh Young-aah. «Perfect your look in Korea». n.news.naver.com (en coreano). Consultado el 13 de octubre de 2022.
- Williams, Bronwyn (25 de marzo de 2012). «The lowdown on BB Cream». Stuff (en inglés). Consultado el 13 de octubre de 2022.

- Datos: Q3631730
- Multimedia: BB cream / Q3631730